# Ati (Txad)
Ati (en àrab أتي, Atī) és una ciutat txadiana, concretament la capital de la regió de Batha. Es troba a 447 km per carretera a l'est de la capital del país, N'Djamena. La ciutat està comunicada per l'aeroport d'Ati.

## Demografia
| Any  | Població |
| ---- | -------- |
| 1993 | 17 727   |
| 2008 | 20 902   |